# Once (album, Nightwish)
Once je páté studiové album finské symphonic power metalové skupiny Nightwish, vydané 7. června 2004 na labelu Nuclear Blast Records a Spinefarm Records, vydané také jako platinová edice 24. listopadu 2004, která navíc obsahovala originální skladby Live to Tell the Tale, White Night Fantasy a videoklip k písni Nemo. Verze North America obsahovala místo toho videoklip Wish I Had an Angel.
Už během prvního týdne vydání obsadilo album Once německou, finskou, norskou a řeckou hitparádu na prvním místě, jen v Německu bylo prodáno přes 80 000 kopií. Bylo to také první album skupiny, které se dostalo na americkou hitparádu a to na 42. místo. V dubnu 2004 vychází jako první singl z alba Nemo, poté v září následuje Wish I Had an Angel, v listopadu Kuolema Tekee Taiteilijan (pouze ve Finsku) a červenci 2005 The Siren. Celková prodejnost alba je přes milion kopií.
Once je poslední studiové album, na kterém zpívá Tarja Turunen.
Singl Nemo bodoval v žebříčcích Finska a Maďarska, a dostal se do top 10 v pěti dalších zemích. "Nemo" proto doposud zůstává jejich nejúspěšnějším vydaným singlem.
V 9 z 11 písní alba Once hraje celý orchestr. Na rozdíl od alba Century Child se Nightwish tentokrát rozhodli poohlédnout se po orchestru mimo Finsko a vybrali si Londýnský filharmonický orchestr, se kterým nahráli i své šesté studiové album, Dark Passion Play. Once je také jejich druhé album, na kterém se nachází skladba psaná celá ve finštině, Kuolema tekee taiteilijan (anglicky: Death Makes an Artist, česky: Smrt dělá umělce).

## Once Upon a Tour
Díky úspěšnosti tohoto alba mohli Nightwish na světovém turné Once World Tour vystupovat i v zemích, ve kterých ještě nikdy před tím nebyli. Nightwish vystupovali při příležitosti otevření Světového šampionátu 2005 v atletice, konajícího se v Helsinkách.

## Styl hudby
Nightwish do své hudby na tomto albu přidali spoustu nových prvků (nejlepšími z nich jsou pravděpodobně pěvecké sbory, riffy a syntetizované bicí v písni Wish I Had an Angel nebo dlouhý modlitební zpěv domorodého Američana v písni Creek Mary's Blood) beze ztráty jejich charakteristického zvuku. Jeden z nejdůležitějších nových prvků na albu je v písni Ghost Love Score dokonalá souhra orchestru a kapely.

## Seznam skladeb
- Autor všech textů je Tuomas Holopainen, pokud není uvedeno jinak.

| No. | Název                       | Skladatel(é)          | Poznámky                                                           | Délka |
| --- | --------------------------- | --------------------- | ------------------------------------------------------------------ | ----- |
| 1.  | "Dark Chest of Wonders"     | Holopainen            |                                                                    | 4:29  |
| 2.  | "Wish I Had an Angel"       | Holopainen            | Druhý singl                                                        | 4:06  |
| 3.  | "Nemo"                      | Holopainen            | První singl                                                        | 4:36  |
| 4.  | "Planet Hell"               | Holopainen            |                                                                    | 4:39  |
| 5.  | "Creek Mary's Blood"        | Holopainen            | Feat. John Two-Hawks                                               | 8:30  |
| 6.  | "The Siren"                 | Holopainen & Vuorinen | Čtvrtý singl                                                       | 4:45  |
| 7.  | "Dead Gardens"              | Holopainen            | Feat. Jouni Hynynen                                                | 4:28  |
| 8.  | "Romanticide"               | Holopainen & Hietala  |                                                                    | 4:58  |
| 9.  | "Ghost Love Score"          | Holopainen            |                                                                    | 10:02 |
| 10. | "Kuolema Tekee Taiteilijan" | Holopainen            | Třetí singl                                                        | 3:59  |
| 11. | "Higher Than Hope"          | Hietala & Holopainen  | Feat. Marc Brueland                                                | 5:35  |
| 12. | "White Night Fantasy"       | Holopainen            | Bonus — na reedici Roadrunner Records a edici Spinefarm's Platinum | 4:05  |
| 13. | "Live to Tell the Tale"     | Holopainen            | Bonus — na edici Spinefarm's Platinum                              | 5:02  |

## Umístění v žebříčku
| Pořadí (2005)            | Pozice  | Ocenění     | Prodáno  |
| ------------------------ | ------- | ----------- | -------- |
| Austria Albums Chart     | 4       |             |          |
| Belgium Albums Chart     | 30      |             |          |
| German Albums Chart      | 1       |             |          |
| Dutch Albums Chart       | 11      |             |          |
| European Albums Chart    | 1       |             |          |
| Finnish Albums Charts    | 1 (10w) | 3x Platinum | 106,000+ |
| France Albums Charts     | 9       |             |          |
| Greek Albums Chart       | 1       |             |          |
| Hungarian Albums Chart   | 1       |             |          |
| Norway Albums Chart      | 1       |             |          |
| Spanish Albums Chart     | 20      |             |          |
| Sweden Albums Chart      | 3       |             |          |
| Switzerland Albums Chart | 4       |             |          |
| UK Albums Chart          | 102     |             |          |
| USA Top Heatseekers      | 42      |             |          |
| World Top 40             | 13      |             |          |

## Umělci podílející se na albu

### Členové kapely
- Tarja Turunen – zpěv
- Erno "Emppu" Vuorinen – kytara
- Marco Hietala – baskytara, zpěv (v písni 1, 2, 4, 6, 8, 11)
- Tuomas Holopainen – klávesy
- Jukka Nevalainen – bicí

### Hosté
- Marc Brueland – Mluvené části v písni Higher Than Hope
- Jouni Hynynen – Growling v písni Dead Gardens
- John Two-Hawks – zpěv, domorodá flétna
- Londýnský filharmonický orchestr – Orchestr
- The Metro Voices – sbor